# 桃園廳

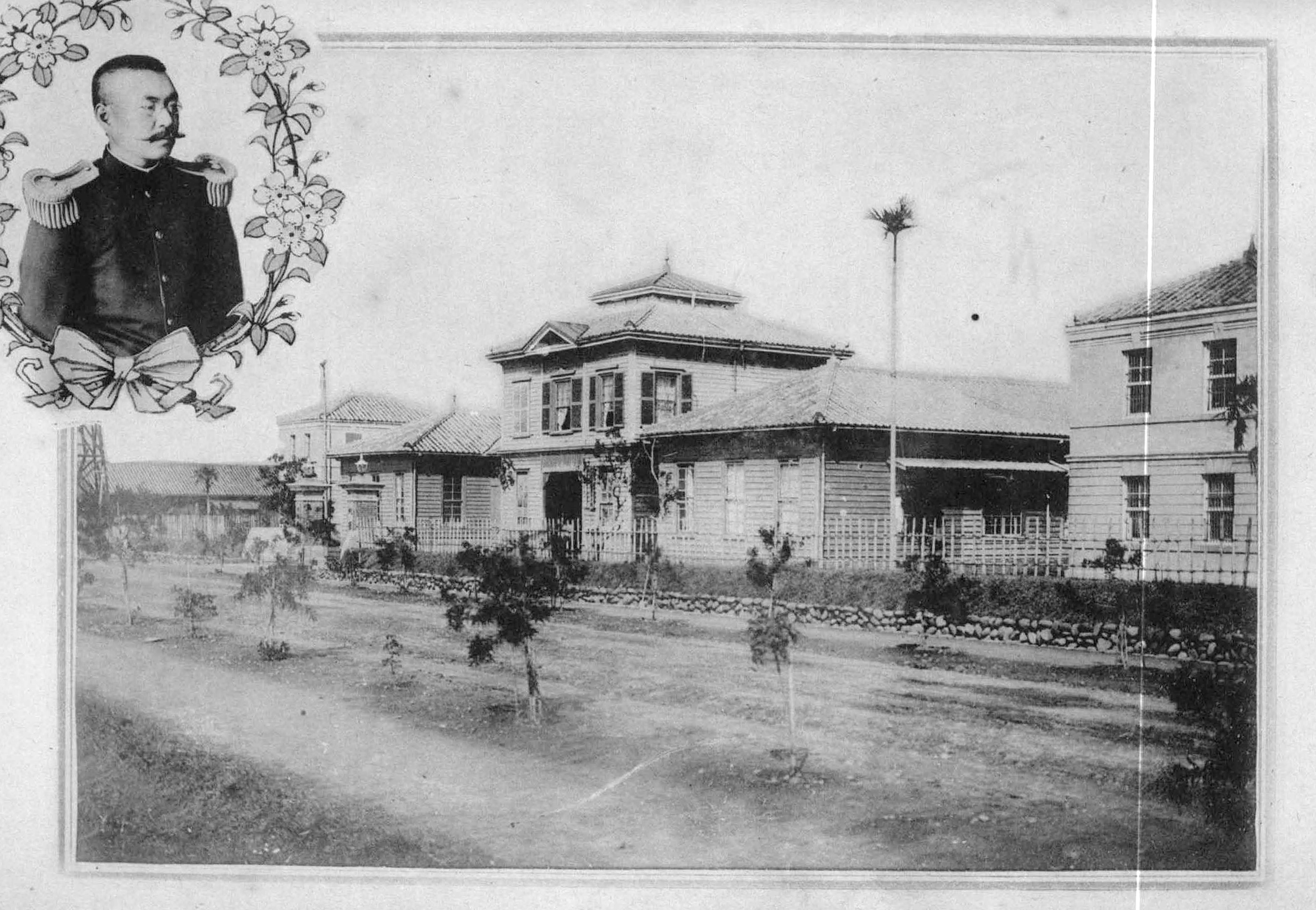
桃園廳廳舍，1920年後為桃園郡役所

桃園廳（ Tōen chō），原稱桃仔園廳（ Tōshien chō），為台灣日治時期行政區劃之一，設立於明治三十四年（1901年）11月至1920年10月間，下轄大嵙崁、三角湧、大坵園、楊梅壢、咸菜硼、中壢等六支廳。其範圍包含現今的桃園市，新竹縣關西鎮，新北市三峽區、鶯歌區和樹林區。

## 沿革
桃園廳管轄範圍包含桃澗堡、海山堡和部分竹北二堡。此地區於1895年8月由台北縣管轄，桃澗堡和海山堡由「台北縣直轄」，竹北二堡則是由「台北縣新竹支廳」管轄。1897年6月，臺北縣的桃澗堡下設有「桃仔園辨務署」（管82庄）、「中壢辨務署」（管35庄），海山堡下設有「三角湧辨務署」，新竹縣的竹北二堡下設有「新埔辨務署」。1898年6月28日，新竹縣被裁撤，新埔辨務署改隸臺北縣，而中壢辨務署併入桃仔園辨務署。1899年7月21日，新埔辨務署被併入桃仔園、三角湧辨務署。1899年10月7日，台北廳的辨務署下改劃分為135個區，桃仔園辨務署下轄24區，三角湧辨務署下轄14區。1900年8月24日，三角湧辨務署改為「大嵙崁辨務署」。
1901年11月11日，台灣總督府以辦務署負責地方政務，而縣及廳介於總督府與辦務署之間，造成行政事務上的欠缺靈活，而廢止「三縣四廳」，設「二十廳」之行政單位，劃分台北縣為基隆、深坑、台北、新竹、桃仔園等五個廳級行政區；桃仔園辨務署、三角湧辨務署合併成立桃仔園廳，最初下轄大坵園、三角湧、大嵙崁、楊梅壢、咸菜硼、中壢等6支廳，而原隸屬大嵙崁辨務署的第1至14區改為第25至38區。1903年1月1日，桃園廳下整併為219個街庄，並修改區名編號，整併為26區。1905年4月1日，「桃仔園廳」改稱「桃園廳」；同年7月1日，整併為27區，區名由數字改為地名。1909年10月，台灣的行政區劃由二十廳改制為十二廳，而桃園廳的行政區劃照舊。1914年4月1日，由桃園廳大嵙崁支廳管轄的蕃地增設高崗（ガオカン）支廳。1915年2月27日，大坵園支廳裁撤，其下的竹圍區與大坵園區併入桃園廳直轄，石觀音區併入中壢支廳。1920年9月1日，台北廳新庄支廳貴仔坑區的「塔藔坑庄」及同支廳樹林口區的「牛角坡庄」劃入桃園廳直轄龜崙口區；三角湧支廳鶯歌石區的「中庄」劃入大嵙崁支廳大嵙崁區。
1920年10月1日，時任台灣總督田健治郎為提高地方官的權限，廢西部十廳，實施「五州二廳」制度，部分咸菜硼支廳併入新竹州新竹郡，三角湧支廳併入臺北州海山郡，大嵙崁支廳併入新竹州大溪郡，其餘併入新竹州桃園郡和中壢郡。
| 堡里     | 1895年5月      | 1895年8月      | 1897年6月 | 1897年6月    | 1898年6月 | 1898年6月    | 1901年11月 | 1920年10月         |
| -------- | -------------- | -------------- | --------- | ------------ | --------- | ------------ | ---------- | ------------------ |
| 海山堡   | 台北縣新竹支廳 | 台北縣直轄     | 台北縣    | 三角湧辨務署 | 台北縣    | 三角湧辨務署 | 桃園廳     | 併入台北州與新竹州 |
| 桃澗堡   | 台北縣新竹支廳 | 台北縣直轄     | 台北縣    | 桃仔園辨務署 | 台北縣    | 桃仔園辨務署 | 桃園廳     | 併入台北州與新竹州 |
| 桃澗堡   | 台北縣新竹支廳 | 台北縣直轄     | 台北縣    | 中壢辨務署   | 台北縣    | 桃仔園辨務署 | 桃園廳     | 併入台北州與新竹州 |
| 竹北二堡 | 台北縣新竹支廳 | 台北縣新竹支廳 | 新竹縣    | 新埔辨務署   | 台北縣    | 新埔辨務署   | 桃園廳     | 併入台北州與新竹州 |

1901年桃仔園廳位置，北側灰色地區
1909年桃園廳位置，橘色地區

### 行政區劃地圖

1915年桃園廳行政區劃（不含蕃地）

## 歷任廳長
- 第一任：佐藤友熊
- 第二任：竹內卷太郎
- 第三任：津田毅一
- 第四任：西美波
- 第五任：武藤針五郎
- 第六任：永田綱明

## 行政區劃

### 行政區劃列表
| 直轄/支廳    | 直轄/支廳    | 區     | 區       | 管轄區域 | 管轄區域 |
| 名稱         | 位置         | 1903年 | 1905年   | 堡里     | 街庄 (粗體為區街庄長役場位置) |
| ------------ | ------------ | ------ | -------- | -------- | --- |
| 廳直隸       | 桃園街       | 第1區  | 桃園區   | 桃澗堡   | 桃園街 |
| 廳直隸       | 桃園街       | 第2區  | 桃園區   | 桃澗堡   | 大樹林庄、大檜溪庄、小檜溪庄 |
| 廳直隸       | 桃園街       | 第2區  | 埔仔區   | 桃澗堡   | 崁仔腳庄 |
| 廳直隸       | 桃園街       | 第3區  | 埔仔區   | 桃澗堡   | 埔仔庄、新興庄、中興庄、福興庄、中路庄、大竹圍庄、新庄仔庄                                                                                         |
| 廳直隸       | 桃園街       | 第3區  | 南崁區   | 桃澗堡   | 蘆竹厝庄 |
| 廳直隸       | 桃園街       | 第5區  | 南崁區   | 桃澗堡   | 南崁頂庄、南崁下庄、南崁廟口庄、南崁內厝庄、水汴頭庄                                                                                               |
| 廳直隸       | 桃園街       | 第6區  | 八塊厝區 | 桃澗堡   | 八塊厝庄、霄裡庄、下庄仔庄 |
| 廳直隸       | 桃園街       | 第2區  | 八塊厝區 | 桃澗堡   | 大湳庄、小大湳庄、茄苳溪庄 |
| 廳直隸       | 桃園街       | 第2區  | 龜崙口區 | 桃澗堡   | 山頂庄 |
| 廳直隸       | 桃園街       | 第4區  | 龜崙口區 | 桃澗堡   | 新路坑庄、舊路坑庄、兔仔坑庄、楓樹坑庄、坪頂大湖庄、坪頂下湖庄、坪頂苦苓林庄、坪頂山尾庄、坪頂菜公堂庄                                             |
| 廳直隸       | 桃園街       | -      | 龜崙口區 | 八里坌堡 | 塔藔坑庄、牛角坡庄 |
| 中壢支廳     | 興南庄       | 第8區  | 宋屋區   | 桃澗堡   | 宋屋庄、三座屋庄、高山頂庄、雙連陂庄 |
| 中壢支廳     | 興南庄       | 第9區  | 宋屋區   | 桃澗堡   | 北勢庄 |
| 中壢支廳     | 興南庄       | 第9區  | 安平鎮區 | 桃澗堡   | 安平鎮庄、山仔頂庄、南勢庄、社仔庄、東勢庄 |
| 中壢支廳     | 興南庄       | 第7區  | 中壢區   | 桃澗堡   | 興南庄、中壢埔頂庄、內壢庄、青埔庄、水尾庄、後藔庄、石頭庄                                                                                         |
| 中壢支廳     | 興南庄       | 第8區  | 大崙區   | 桃澗堡   | 芝芭里庄、洽溪仔庄 |
| 中壢支廳     | 興南庄       | 第14區 | 大崙區   | 竹北二堡 | 大崙庄、崙坪庄、上大堀庄、過嶺庄、苦練腳庄 |
| 大坵園支廳   | 大坵園庄     | 第5區  | 竹圍區   | 桃澗堡   | 竹圍庄 |
| 大坵園支廳   | 大坵園庄     | 第15區 | 竹圍區   | 竹北二堡 | 沙崙庄、大牛稠庄、圳股頭庄 |
| 大坵園支廳   | 大坵園庄     | 第15區 | 大坵園區 | 竹北二堡 | 大坵園庄、內海墘庄、田心仔庄、照鏡庄、橫山庄、埔心庄、五塊厝庄、許厝港庄                                                                           |
| 大坵園支廳   | 大坵園庄     | 第14區 | 大坵園區 | 竹北二堡 | 雙溪口庄、草漯庄、塔仔腳庄 |
| 大坵園支廳   | 大坵園庄     | 第13區 | 石觀音區 | 竹北二堡 | 石觀音庄、茄苳坑庄、大潭庄、三座屋庄、坑尾庄、陂藔庄、白沙墩庄、樹林仔庄、新陂庄、下大堀庄                                                         |
| 楊梅壢支廳   | 楊梅壢庄     | 第13區 | 大坡區   | 竹北二堡 | 石牌嶺庄 |
| 楊梅壢支廳   | 楊梅壢庄     | 第12區 | 大坡區   | 竹北二堡 | 大陂庄、十五間庄、後庄、槺榔庄、蚵殼港庄、笨仔港庄、大牛欄庄、崁頭厝庄、下田心仔庄、伯公崗庄                                                       |
| 楊梅壢支廳   | 楊梅壢庄     | 第10區 | 楊梅壢區 | 竹北二堡 | 楊梅壢庄、水尾庄、頭湖庄、三湖庄、上四湖庄、水流東庄、崩陂庄、秀才窩庄、大平山下庄、草湳陂庄、矮坪仔庄、頭重溪庄、老坑庄、二重溪庄、大金山下庄     |
| 楊梅壢支廳   | 楊梅壢庄     | 第11區 | 新屋區   | 竹北二堡 | 新屋庄、北勢庄、石磊仔庄、東勢庄、社仔庄、番婆坟庄、埔頂庄、九斗庄、上青埔庄、員笨庄、下陰影窩庄、下青埔庄、犁頭洲庄、上陰影窩庄、上田心仔庄       |
| 咸菜硼支廳   | 咸菜硼街     | 第25區 | 咸菜硼區 | 竹北二堡 | 咸菜硼街、店仔崗庄、三墩庄、十藔庄、拱仔溝庄、牛欄河庄、湳湖庄、石門庄、新城庄、苧仔園庄、老社藔庄、十六張庄、上南片庄、湖肚庄、燥坑庄             |
| 咸菜硼支廳   | 咸菜硼街     | 第26區 | 石崗仔區 | 竹北二堡 | 石崗仔庄、老焿藔庄、大旱坑庄、茅仔埔庄、水坑庄、坪林庄、上橫坑庄、下橫坑庄、下南片庄                                                               |
| 咸菜硼支廳   | 咸菜硼街     | 第23區 | 銅鑼圈區 | 桃澗堡   | 三洽水庄 |
| 咸菜硼支廳   | 咸菜硼街     | 第24區 | 銅鑼圈區 | 桃澗堡   | 銅鑼圈庄 |
| 大嵙崁支廳   | 大嵙崁街     | 第24區 | 三坑仔區 | 桃澗堡   | 三坑仔庄、三角林庄、打鐵坑庄、大坪庄、十一份庄 |
| 大嵙崁支廳   | 大嵙崁街     | 第22區 | 三坑仔區 | 桃澗堡   | 淮仔埔庄、泉水空庄 |
| 大嵙崁支廳   | 大嵙崁街     | 第23區 | 龍潭陂區 | 桃澗堡   | 龍潭陂庄、八張犁庄、烏樹林庄、竹窩仔庄、四方林庄、黃坭塘庄、九座藔庄                                                                               |
| 大嵙崁支廳   | 大嵙崁街     | 第22區 | 員樹林區 | 桃澗堡   | 員樹林庄、埔頂庄、南興庄、番仔藔庄 |
| 大嵙崁支廳   | 大嵙崁街     | 第21區 | 員樹林區 | 海山堡   | 缺仔庄 |
| 大嵙崁支廳   | 大嵙崁街     | 第21區 | 大嵙崁區 | 海山堡   | 大嵙崁街、月眉庄、田心仔庄、石墩庄 |
| 大嵙崁支廳   | 大嵙崁街     | 第16區 | 大嵙崁區 | 海山堡   | 中庄 |
| 大嵙崁支廳   | 大嵙崁街     | 第20區 | 大嵙崁區 | 海山堡   | 內柵庄、新溪洲庄、舊溪洲庄 |
| 大嵙崁支廳   | 大嵙崁街     | 第20區 | 三層區   | 海山堡   | 三層庄、烏塗窟庄 |
| 三角湧支廳   | 三角湧庄     | 第18區 | 成福區   | 海山堡   | 成福庄、橫溪庄、挖仔庄 |
| 三角湧支廳   | 三角湧庄     | 第19區 | 三角湧區 | 海山堡   | 三角湧庄、公館後庄、隆恩埔庄、劉厝埔庄、麥仔園庄、礁溪庄、桃仔腳庄、八張庄、中埔庄、蔴園庄、十三添庄、大埔庄、山員潭仔庄、福德坑庄、茅埔庄、鳶山庄 |
| 三角湧支廳   | 三角湧庄     | 第17區 | 三角湧區 | 海山堡   | 溪墘厝庄 |
| 三角湧支廳   | 三角湧庄     | 第17區 | 樹林區   | 海山堡   | 彭福庄、沛舍陂庄、潭底庄、圳岸腳庄、三角埔庄、石頭溪庄、猐仔藔庄、陂內坑庄、山仔腳庄、三塊厝庄、崙仔庄、石灰坑庄                                   |
| 三角湧支廳   | 三角湧庄     | 第16區 | 鶯歌石區 | 海山堡   | 鶯歌石庄、大湖庄、南靖厝庄、二甲九庄、尖山庄、橋仔頭庄、 阿南坑庄、樟樹窟庄                                                                        |
| ガオガン支廳 | ブトノカン社 |        | -        |          | ガオガン蕃、マリコワン蕃、キナジー蕃 |